# Escut de Nigèria
L'escut de Nigèria fou adoptat arran de la independència, l'1 d'octubre de 1960.

## Descripció
És de sable, amb una perla ondada d'argent, que representa els dos rius principals que travessen Nigèria: el Níger i el seu afluent el Benue. El color negre al·ludeix a la terra fèrtil nigeriana.
És flanquejat per dos cavalls sallents d'argent, un símbol de dignitat, i timbrat per un borlet d'argent i de sinople (els colors de la bandera estatal, al·lusió a la riquesa agrícola de Nigèria) somat d'una àguila de gules amb les ales esteses, que representa la força.
L'escut descansa damunt una terrassa de sinople sembrada de flors d'or en representació de l'espècie Costus spectabilis, la flor nacional nigeriana. A la part inferior, una cinta d'or amb el lema nacional escrit en anglès en lletres de sable: UNITY AND FAITH, PEACE AND PROGRESS ('Unitat i fe, pau i progrés'). Aquest lema és l'únic canvi que ha experimentat l'escut des de la seva adopció, ja que inicialment deia només UNITY AND FAITH.

## Altres escuts

L'escut de la República Federal de Nigèria, representat al centre del segell de la presidència